# Komnénosz Mária jeruzsálemi királyné
Komnénosz Mária (más írásmód alapján Maria Komnéna, görögül: Μαρία Κομνηνή; 1154 körül – 1208 után, 1217 előtt), a Komnénosz-házból származó bizánci hercegnő, Komnénosz Ióannész Dukász és Taronitész Mária leánya, Amalrik második hitveseként Jeruzsálem királynéja 1167-től férje 1174-es haláláig, majd 1177-ben újra férjhez ment, Ibelin Balian keresztes báró hitvese lett. Első házasságából származott I. Izabella jeruzsálemi királynő.
Mária hercegnő II. Ióannész bizánci császár és Magyarországi Szent Piroska dédunokája volt, ezáltal Árpád-házi Szent László magyar király leszármazottja. Két további testvére volt, fivére, Komnénosz Alexiosz aki lázadást vezetett I. Andronikosz bizánci császár ellen, ám elfogták, megvakíttatták és fogságba ejtették. Valószínűsített leánytestvére Komnénosz Teodóra, aki III. Bohemund antiochiai fejedelem felesége lett.
Komnénosz Mária kétszer ment férjhez. Első férje a Második-Anjou-házból származó Amalrik jeruzsálemi király lett, akinek ez volt a második házassága. Első felesége Courtenay Ágnes edesszai grófnő volt, akitől két gyermeke született, ám házasságuk válással végződött. Mária és Amalrik frigyét majdnem két évig tartó tárgyalássorozat előzte meg, mivel Amalrik ragaszkodott hozzá, hogy a császár, I. Manuél, akinek Mária az egyik unokahúga volt, adja vissza a Jeruzsálemi Királyságnak Antiochiát. Házasságukra végül 1167. augusztusában, Türoszban került sor. Kapcsolatukból két gyermek született, melyek közül csak egy érte meg a felnőttkort. Gyermekeik:
- Izabella királyi hercegnő (1172–1205), később apja jogán Jeruzsálem királynője
- koraszülött gyermek

Első férje 1174. július 11-én vérhas miatt bekövetkezett halálát követően 1177-ben újra frigyre lépett, új hitvese Ibelin Balian lett. Balian a későbbi vesztes hattíni csata egyik hadvezére volt 1187-ben Szaladin egyiptomi szultán támadásakor. Kapcsolatukból legalább négy gyermek származott:
- Ibelin Helvis (1178 után – 1217 előtt), Szidón úrnője először Szidóni Rajnald, majd Montforti Guidó hitveseként
- I. Ibelin János (1179 körül – 1236), Bejrút ura és a Jeruzsálemi Királyság főhadvezére
- Ibelin Fülöp (1180–1227), Ciprus régense 1218 és 1228 között, Kövér Henrik király alatt
- Margit, Tibériási Hugó, majd III. Caesareai Walter felesége